# Mabass
Mabass est un village du Cameroun situé dans le département du Mayo-Tsanaga et la Région de l'Extrême-Nord.

## Population
Lors du troisième recensement général de la population et de l'habitat du Cameroun, le dénombrement de la population du village comptait 699 habitants donc 304 de sexe masculin et 395 de sexe féminin.